# Gonfalone di Sant'Antonio Abate
Il Gonfalone di Sant'Antonio Abate è un dipinto di Nicolò Alunno oggi conservato nella Pinacoteca comunale di Deruta. 

## Storia e descrizione
Il gonfalone fu dipinto su commissione della Confraternita di Sant'Antonio Abate per la loro chiesa e fu utilizzato come gonfalone processionale dal XV secolo al 1953.
Il gonfalone raffigura Sant'Antonio Abate assiso in trono incoronato con la mitra dagli angeli e adorato dai membri della confraternita di Sant'Antonio, mentre nella parte superiore viene raffigurata la Crocifissione con i dolenti. Nel retro,  la parte superiore raffigura la Flagellazione di Cristo, mentre sotto da un lato si trova San Bernardino e dall'altro una figura dal riconoscimento incerto: potrebbe trattarsi di San Francesco d'Assisi, dipinto però senza stimmate, o del beato Egidio.
L'opera coniuga gli elementi angelichiani e gozzoleschi tipici della gioventù del pittore con un vivido naturalismo e una più forte espressività derivati dalle opere presenti nelle vicine Marche dei Vivarini e soprattutto di Carlo Crivelli. Alle opere di quest'ultimo rimandano gli effetti decorativi preziosi e gesti e posizioni di caricato espressionismo, come nella Flagellazione in uno dei due lati della cimasa.

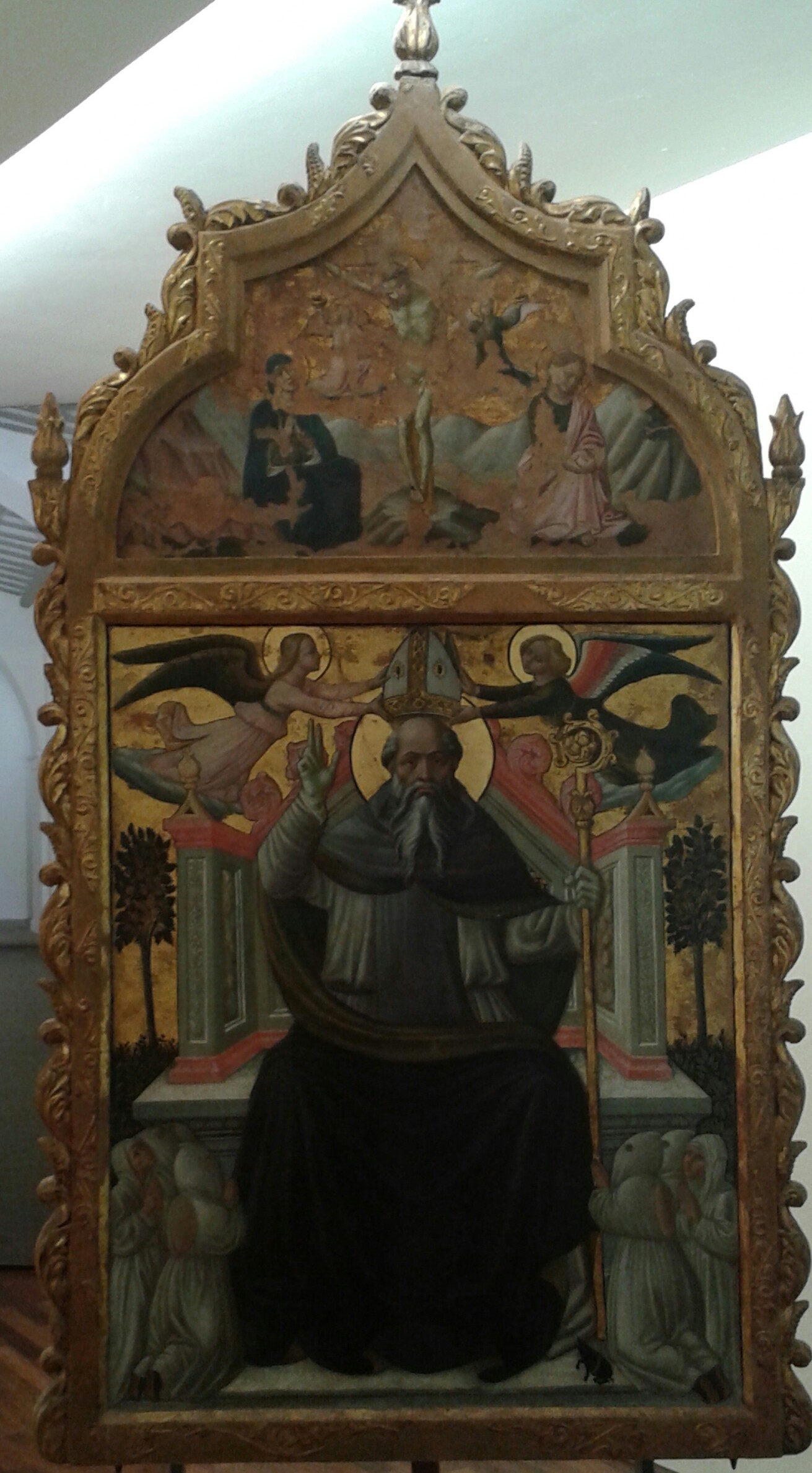
Verso del Gonfalone di Sant'Antonio Abate.
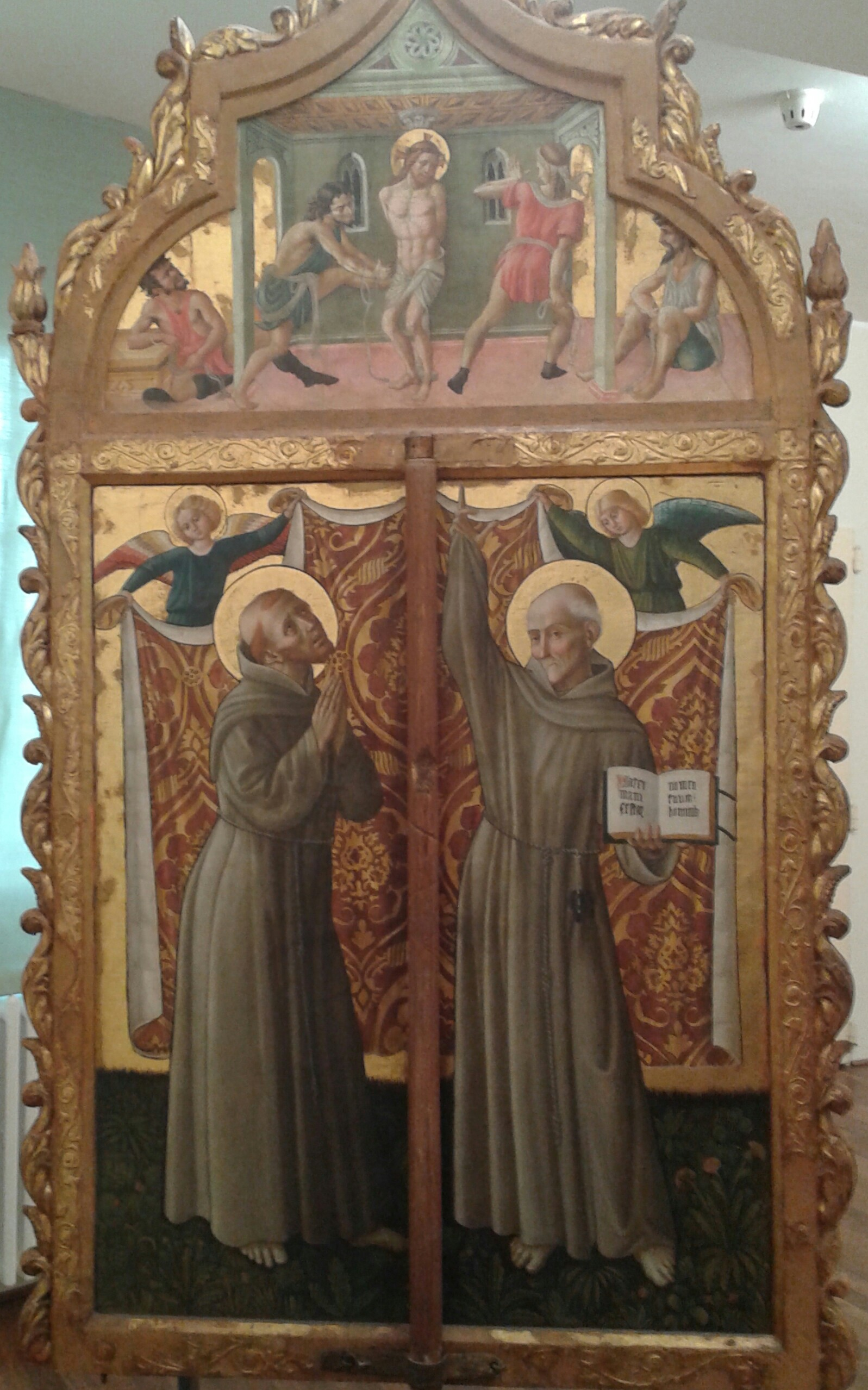
Retro del Gonfalone di Sant'Antonio Abate.